# Шанпрепи
Шанпрепи (фр. Champrepus) насеље је и општина у северној Француској у региону Доња Нормандија, у департману Манш која припада префектури Сен Ло.
По подацима из 2011. године у општини је живело 310 становника, а густина насељености је износила 33,99 становника/km². Општина се простире на површини од 9,12 km². Налази се на средњој надморској висини од 120 метара (максималној 156 m, а минималној 57 m).

## Демографија
| 1962. | 1968. | 1975. | 1982. | 1990. | 1999. | 2011. |
| ----- | ----- | ----- | ----- | ----- | ----- | ----- |
| 297   | 347   | 315   | 282   | 265   | 237   | 310   |

График промене броја становника у току последњих година